# Kwami Sefa Kayi
Kwami Sefa Kayi est né le 20 juin 1970. Il est une personnalité médiatique ghanéenne, journaliste de radiodiffusion et conférencier public. Il est actuellement l'animateur de l'émission matinale «Kokrokoo» de Peace FM,.

## Biographie

### Éducation
Kayi termine ses études secondaires à l'école secondaire Okuapeman à Akropong Akuapem. Il obtient un Master exécutif en conflits, paix et sécurité (EMCPS) du Centre international de formation au maintien de la paix Kofi Annan (KAIPTC) en 2018.

### Carrière
Kayi est journaliste de radiodiffusion, conférencier et maître de cérémonie. Il est actuellement l'animateur de l'émission matinale de Peace FM, connue sous le nom de «Kokrokoo». Le 6 août 2021, Kwami Sefa Kayi prête serment en tant que membre du conseil d'administration de l'Autorité nationale du pétrole,. Il anime la première édition des Ghana Music Awards jusqu'en 2007. En 2019, il co-organise le 20e VGMA avec Berla Mundi,,.
Son émission remporte le Prix des personnalités de la radio et de la télévision Personnalité RTP de la décennie 2010-2020.

### Philanthropie
En 2014, il conçoit le projet « Projet 100 » qui a pour objectif de fournir au moins 100 incubateurs à un certain nombre d'établissements de santé du pays. En avril 2021, 35 incubateurs sont mis à disposition.